# How Deep Is Your Love (Take That)
Ho Deep Is Your Love è un singolo del gruppo musicale britannico Take That, pubblicato il 10 marzo 1996 come unico estratto dalla raccolta antologica Greatest Hits.

## Descrizione
Il singolo è stato pubblicato in numerose edizioni in formato CD single, 7" e musicassetta dalla Polydor Records nel 1996, per i mercati australiano, europeo, giapponese e statunitense. La title track è una cover dell'omonimo singolo dei Bee Gees, pubblicato nel 1977.
Il singolo ha rappresentato a lungo l'ultima uscita discografica del gruppo, prima della loro reunion, avvenuta nel 2006.

## Tracce (parziale)
Singolo Maxi CD Regno Unito
1. How Deep Is Your Love – 3:41
2. Every Guy (Live from Earls Court & Manchester Nynex) – 5:36
3. Back for Good (Live from Earls Court & Manchester Nynex) – 7:06

Durata totale: 16:23
Singolo Maxi CD Regno Unito
1. How Deep Is Your Love – 3:41
2. Babe (Live from Earls Court & Manchester Nynex) – 6:10

Durata totale: 9:51